# Hai//om (taal)

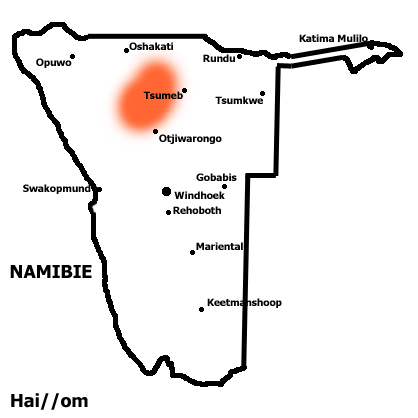
Verspreidingsgebied Hai//om in Namibië

Hai//om is een taal die wordt gesproken door de Hai//om San in Namibië. Er zijn ongeveer 16.000 mensen met Hai//om als moedertaal. Andere benamingen voor Hai//om zijn San en Saan.
Hai//om behoort tot de Khoisantalen en is verwant aan Nama/Damara.